# Litke (Nógrád)
Pour les articles homonymes, voir Litke.
Litke est un village et une commune du comitat de Nógrád en Hongrie.